# Ernesto Teodoro Moneta
Ernesto Teodoro Moneta (Milaan, 20 september 1833 – aldaar, 10 februari 1918) was een Italiaans journalist en Nobelprijswinnaar. Hij was actief in de Risorgimento-beweging, vocht als deelnemer in de Expeditie van duizend, en werd een internationale vredesactivist. Samen met Louis Renault won hij in 1907 de Nobelprijs voor de Vrede.